# Albert Zeper
Albert Zeper (Leeuwarden, 13 december 1798 – Hoogeveen, 29 juni 1865) was een Nederlands ondernemer en burgemeester.

## Loopbaan
Zeper werd geboren in Leeuwarden als een zoon van Pier Zeper, zeepzieder en burgemeester, en Fenna Hesselink. Zijn jongere broer Dirk Zeper nam de zeepziederij van hun vader over. Zeper trok naar de stad Groningen, waar hij een eigen zeepziederij kreeg. Hij trouwde in 1824 met Johanna Homan (1805-1865), dochter van Johannes Linthorst Homan. Naast zeepzieder was Zeper in dienst bij de schutterij. Hij kreeg in 1831 het commando over de 2e ban van de Groningse schutterij en in 1838 over de 1e en 2e ban. Hij werd in 1841 eervol ontslagen.
In 1852 werd hij benoemd tot burgemeester van Ten Boer en aansluitend in 1854 van Hoogeveen.